# Júlia Lopes de Almeida
Júlia Valentina da Silveira Lopes de Almeida (Rio de Janeiro, 24 de setembro de 1862 – Rio de Janeiro, 30 de maio de 1934) foi uma escritora, cronista, teatróloga e abolicionista brasileira.
Foi uma das idealizadoras da Academia Brasileira de Letras (ABL). Tem uma produção grande e importante para a literatura brasileira, de literatura infantil a romances, crônicas, peças de teatro e matérias jornalísticas. Foi casada com o poeta português Filinto de Almeida, e mãe dos também escritores Afonso Lopes de Almeida, Albano Lopes de Almeida e Margarida Lopes de Almeida.

## Biografia

### Vida pessoal
Nascida na cidade do Rio de Janeiro em 1862, era filha do médico Valentim José da Silveira Lopes, mais tarde Visconde de São Valentim, e de Adelina Pereira Lopes, ambos portugueses emigrados para o Brasil. Mudou-se ainda na infância para a cidade de Campinas, no estado de São Paulo, onde, em 1881, publicou seus primeiros textos na Gazeta de Campinas, apesar de na época a literatura não ser vista como uma atividade própria para mulheres. Numa entrevista concedida a João do Rio entre 1904 e 1905, confessou que adorava escrever versos, mas o fazia às escondidas. Três anos depois, em 1884, começa a escrever também para o jornal carioca O País, trabalho que durou mais de três décadas.

### Carreira
Em 1886, mudou-se para Lisboa, onde se lança como escritora e junto de sua irmã publica Contos Infantis, em 1887. Em 28 de novembro de 1887 casou-se com Filinto de Almeida, à época diretor da revista A Semana Ilustrada, editada no Rio de Janeiro. Passou a ser colaboradora sistemática da publicação. Também escreveu para a revista Brasil-Portugal (1899-1914). Júlia retornou ao Brasil em 1888, onde publica seu primeiro romance, Memórias de Marta, que sai em folhetins em O País. Seu textos em jornais da época tratam sempre de temas pertinentes como a República, a abolição e direitos civis.
Também colaborou com periódicos da imprensa de mulheres, como a revista A Mensageira, de São Paulo, dirigida pela escritora Presciliana Duarte de Almeida entre 1897 e 1900.
Pioneira da literatura infantil no Brasil, seu primeiro livro, Contos Infantis (1886), foi uma reunião de 33 textos em verso e 27 em prosa destinados às crianças, escrito em parceria com sua irmã, Adelina Lopes Vieira. Em 1887, em Portugal, publicou Traços e iluminuras, outro livro de contos.
Escreveu também para teatro, com dois volumes publicados e cerca de 10 textos inéditos.
Foi presidente honorária da Legião da Mulher Brasileira, sociedade criada em 1919. Sua coletânea de contos Ânsia Eterna, 1903, sofreu influência de Guy de Maupassant e uma das suas crônicas veio a inspirar Artur Azevedo ao escrever a peça O dote. Em colaboração com o marido, escreveu, em folhetim do Jornal do Commercio, seu último romance, A Casa Verde, em 1932.

### Magnum opus
A crítica literária Lúcia Miguel-Pereira, em História da literatura: prosa de ficção – de 1870 a 1920, considera Ânsia eterna como magnum opus de Júlia Lopes de Almeida. Ela afirma que "os contos de Ânsia eterna parecem todavia a sua melhor obra, aquela em que, sem nada perder de sua singeleza, ela aproveitou com mais arte os seus recursos de escritora e deixou mais patente a sua sensibilidade."

### Grêmio Júlia Lopes
Instituição cultural feminina fundada em 26 de novembro de 1916 por um grupo de intelectuais cuiabanas. A escolha de Júlia Lopes como patrona foi proposta pela professora Maria Dimpina Lobo Duarte após a leitura do "Livro das Noivas". O Grêmio Júlia Lopes se dedicava principalmente a produção literária através da revista A Violeta, proposta da professora Maria da Glória Figueiredo, e que seria dirigida por vinte anos anos pela professora Bernardina Maria Elvira Rich. O periódico contava com a contribuição da própria Júlia Lopes, e dentre várias outras intelectuais cuiabanas, de modo mais constante com Maria Dimpina, Bernardina Rich e a professora Maria de Arruda Müller. A revista A Violeta circulou mensalmente de 1916 até 1950, e sempre foi laborado apenas por mulheres.

### Fundação da ABL
Júlia Lopes de Almeida integrava o grupo de escritores e intelectuais que planejou a criação da Academia Brasileira de Letras (ABL). Seu nome constava da primeira lista dos 40 "imortais" que fundariam a entidade, elaborada por Lúcio de Mendonça.
Na primeira reunião da ABL, porém, seu nome foi excluído. Os fundadores optaram por manter a Academia exclusivamente masculina, da mesma forma que a Academia Francesa, que lhes servia de modelo. No lugar de Júlia Lopes entrou justamente o seu marido, Filinto de Almeida, que chegou a ser chamado de "acadêmico consorte".
O veto à participação de mulheres só terminou em 1977, com a eleição de Rachel de Queiroz para a cadeira nº 5.

## Morte
Almeida morreu em 30 de maio de 1934, na cidade do Rio de Janeiro, por complicações renais e linfáticas decorrentes da febre amarela.  Foi sepultada no cemitério São Francisco Xavier, no bairro do Caju, Zona norte do Rio.
Postumamente, no mesmo ano, foi publicado seu último romance, Pássaro Tonto.

## Obras publicadas

### Romances
- A família Medeiros, Companhia Editora Fluminense, 1892.[30]
- Memórias de Marta, Livraria Francesa e Estrangeira, 1899.[31]
- A viúva Simões, 1897.[32]
- A falência, 1901.[33]
- A intrusa, Francisco Alves, 1908.[34]
- Cruel amor, Francisco Alves, 1911.[35]
- Correio da roça, Francisco Alves, 1913.[36][37]
- A Silveirinha, Francisco Alves, 1914.[38]
- A casa verde (com Felinto de Almeida).
- Pássaro tonto, Companhia Editora Nacional, 1934.[39]
- O funil do diabo (póstumo), Mulheres, 2015.[40]

### Novelas e contos
- Traços e iluminuras, Typographia Castro & Irmão, 1887.[13]
- Ânsia eterna, 1903.[41][42][43][44]
- Era uma vez…, Jacinto Ribeiro dos Santos, 1917.[45]
- A isca (quatro novelas), Editora Raredes, 1922.[46]

### Teatro
- 1909 — A herança (peça em um ato)
- 1917 — Teatro
- O caminho do céu
- A última entrevista
- A senhora marquesa
- O dinheiro dos outros
- Vai raiar o sol
- Laura

### Diversos
- O livro das noivas, Typographia da Companhia Nacional, 1896[47]
- Livro das donas e donzelas, 1906.[48]
- Jardim florido, Editora Livraria Leite Ribeiro,1922[49]
- Jornadas no meu País, Editora Francisco Alves, 1920.[50]
- Eles e elas
- Oração à Santa Doroteia, Francisco Alves, 1923.[51]
- Maternidade (obra pacifista).[52]
- Brasil, 1922. (conferência).

### Escolares
- Histórias da nossa terra, 1907.[10]
- Contos Infantis (com Adelina Lopes Vieira), 1886.
- A Árvore (com Afonso Lopes de Almeida)